# Slag bij Aughrim
De Slag bij Aughrim was een veldslag die op 22 juli 1691 (Oude stijl: 12 juli) werd uitgevochten tussen de legers van de nieuwe Engelse koning Willem III van Oranje en het leger van de jakobitische Engelse koning Jacobus II van Engeland bij de plaats Aughrim, nabij Galway, Ierland. Godard van Reede behaalde bij Aughrim een beslissende overwinning waarmee de Williamitische Oorlog in Ierland zo goed als gewonnen was. De veldslag staat bekend als de bloedigste veldslag die ooit plaatsvond op Ierse bodem.

## Aanloop
Na de Slag aan de Boyne keerde Willem III van Oranje terug naar de Republiek en benoemde hij Godard van Reede tot zijn opperbevelhebber in Ierland. Hij kreeg de opdracht mee om de strategische stad Athlone te veroveren en nadat hem dat gelukt was moest hij zich richten op de steden Galway en Limerick. De jakobieten in Ierland werden ondersteund met wapens, munitie en kleding door Lodewijk XIV van Frankrijk. De opperbevelhebber van het jakobitische leger in Ierland was dan ook een Fransman, Charles Chalmont de Saint-Ruhe.
Van Reede startte met zijn veldtocht op 17 juni met het beleg van Ballymore. Twee dagen later wisten ze Athlone te bereiken. Na een kort beleg wist hij deze stad ook in te nemen. Het Nederlandse leger trok vervolgens op richting Galway waar Saint-Ruhe stelling had genomen bij Aughrim.

## Slag
De Ieren onder leiding van Saint-Ruhe hadden stelling genomen op een heuvelrug met daarvoor een beek die door moerassig land stroomde. Hierdoor was een aanval door het centrum op de Iers-Franse linies uitgesloten. Daarom werd er besloten om een aanval over de flanken uit te voeren, omdat de grond daar wel stevig genoeg was. Van Reede gaf de opdracht aan zijn Engelse troepen om op te trekken naar het kasteel van Aughrim en daar de strijd aan te gaan. Terwijl zij dat deden zou Van Reede de aanval op de rechterflank uitvoeren met zijn leger dat bestond uit Nederlanders, Denen en hugenoten.
Hij slaagde in zijn opzet, maar de Ieren zouden hun huid duur verkopen en bleven moedig weerstand bieden. De Engelsen aan de linkerflank konden zich herstellen na het ingrijpen van de Franse hugenootse generaal Henri Massue, die aan de zijde van Van Reede vocht. Enkele bataljons hugenoten kwamen nog in de problemen, maar door de inzet van zijn bataljons Denen kon Van Reede de Ierse cavalerie verdrijven. Hierop kon hij eindelijk de Ierse infanterie in de flank en de rug aanvallen en kon hij de slag in zijn voordeel beslissen.

## Nasleep

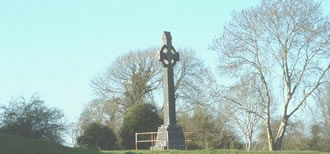
Het herdenkingskruis voor de slag bij Aughrim

De overwinning van Van Reede resulteerde in een beslissende overwinning en zijn leger wist ook de nodige belangrijke gevangenen te maken. Bij de gevechten was de Franse aanvoerder Saint-Ruhe onthoofd door een kanonskogel. Na de slag bij Aughrim ging Van Reede over tot de pacificatie van Ierland en kondigde hij een generaal pardon af voor alle jakobieten die zich binnen twee weken zouden overgeven. Vervolgens moest hij nog Limerick zien te veroveren, maar de Ierse havenstad zou het lange tijd uithouden tegen het Nederlandse leger.

## Culturele invloed
De Ierse dichter Antoine Ó Raifteiri schreef over de slag bij Aughrim dat "mening zoon van Ierland verdriet vond, zonder te spreken over al wat stierf." De Ierse schrijver Thomas Davis memoreerde de slag ook in het lied "The West’s Asleep" en ook bij andere Ierse dichters in de negentiende eeuw werd deze veldslag aangehaald.